# Gare de Courtételle
La gare de Courtételle est une gare ferroviaire suisse de la ligne de Delémont à Delle. Elle est située au nord du centre du village de la commune de Courtételle, dans le canton du Jura.
C'est un point d'arrêt voyageurs des Chemins de fer fédéraux suisses (CFF) desservi par des trains RER trinational de Bâle (ligne S3) et RegioExpress.

## Situation ferroviaire
Établie à 437 mètres d'altitude, la halte de Courtételle est située au point kilométrique (PK) 87,87 de la ligne de Delémont à Delle, entre les gares de Delémont et de Courfaivre.
Ancienne gare d'évitement, avec deux voies et une voie de service pour les marchandises, elle n'est plus, depuis 1997, qu'une halte voyageurs avec une seule voie et un quai latéral.

## Histoire
Le village vend, le 23 novembre 1875, puis le 28 mars 1876, des terrains au Chemin de fer du Jura bernois pour le passage de sa voie ferrée. La ligne de Delémont à Glovelier, passant par le village, est mise en service le 15 octobre 1876.
En 1897, l'assemblée communale prévoit d'agrandir la gare et d'y intégrer le bureau de poste. Le plan des parcelles, nécessaire à l'agrandissement et qui doivent être expropriée, est disponible à la consultation à partir du 26 octobre et l'assemblée vote un crédit de 15 000 fr pour ce chantier.
Le dernier chef de gare est sur le départ pour une autre gare en 1994, du fait de l'automatisation et de la fermeture du guichet. En 1997, ce sont les voies d'évitement et de service qui sont déposées. La halle à marchandise est ensuite également démontée. Courételle devient alors une simple halte voyageurs tout en étant toujours desservie par les trains voyageurs en circulations sur la ligne.
Dans le cadre de l'extension du réseau du RER bâlois, au mois d'août 2005 un chantier de modernisation du quai est ouvert en gare pour pouvoir faciliter l'accès aux nouveaux trains. Le quai doit être rehaussé et porté à une longueur minimum de 150 mètres. En 2008, c'est la voie unique qui est renouvelée en gare. Les traverses existantes sont remplacées par un modèle pouvant recevoir un troisième rail et la ligne de contact est également changée.
La halte bénéficie de nouvelle desserte mise en place sur la ligne en décembre 2018 : « à la cadence à la demi-heure exacte par les trains Regioexpress (Biel/Bienne – Delémont – Delle) et S3 du RER bâlois (Bâle – Porrentruy) et ce de 4 h 30 à 1 h du matin 7 jours sur 7. Dix trains quotidiens poursuivent leur course jusqu’à la gare TGV de Belfort - Montbéliard alors que six trains quotidiens sont en correspondance à Delle pour la gare TGV ».

## Service des voyageurs

### Accueil
Point d'arrêt sans personnel CFF, la halte dispose d'un quai avec un abri, des bancs et de l'éclairage.

### Desserte
Courtételle est desservie par des trains RegioExpress sur la relation Biel/Bienne (ou Delémont) – Delle (ou Meroux (TGV), et  par des trains de la ligne S3 du RER trinational de Bâle (ligne S3) sur la relation Olten – Porrentruy.

### Intermodalité
Des attaches pour les vélos et des places de parking pour les véhicules y sont aménagés.

## Patrimoine ferroviaire
L'ancien bâtiment voyageurs de la gare est toujours présent sur le site bien qu'il ne soit plus utilisé pour le service ferroviaire.